# Equinix
Equinix（NASDAQ：EQIX）是一家美国電信公司和纳斯达克证券交易所上市公司，成立於1998年。公司主要从事互联网连接服務，該公司在全球25个国家和地区設有205个主機託管和数据中心。公司总部位于美國加利福尼亚州紅木城。

## 外部鏈接
- 官方网站